# Juno Temple
Juno Violet Temple (21 juli 1989) is een Engels actrice.
Ze werd geboren als dochter van Julien Temple en Amanda Temple, die allebei achter de schermen van de film werkzaam zijn. Zelf maakte ze haar eerste filmverschijning in Pandaemonium (2000).
Haar tweede rol kreeg ze in 2006. In dit jaar speelde ze tegenover Judi Dench en Cate Blanchett in de Oscargenomineerde Notes on a Scandal. Een jaar later was ze naast Keira Knightley en Saoirse Ronan te zien in de kritisch geprezen Atonement (2007). Hoewel ze geen nominaties kreeg, kreeg ze lof voor haar acteerprestaties.
In 2008 maakte ze haar debuut in de Verenigde Staten met een bijrol in Wild Child.

## Filmografie
- Bibliothèque nationale de France: cb16215895g (data)
- Gemeinsame Normdatei: 1022920332
- International Standard Name Identifier: 0000 0001 1474 2820
- Library of Congress Control Number: no2008096005
- MusicBrainz: 83416af8-1db2-46c1-a28d-f37a21fa022b
- Nationale Bibliotheek van Tsjechië: xx0186203
- Nationale Bibliotheek van Polen: a0000002956655
- Nederlandse Thesaurus van Auteursnamen: 412885387
- Système universitaire de documentation: 147341973
- Virtual International Authority File: 68744950
- WorldCat: E39PBJgd9mYPTWCjjDDd39cByd